# Японска катерица
Японската катерица (на латински: Sciurus lis; на японски: ニホンリス) е вид дървесна катерица от род Катерици (Sciurus), ендемичен за Япония. Среща се на островите Хоншу, Шикоку и Кюшу. В последно време популациите в югозападната част на Хоншу и Шикоку намаляват, а тези на остров Кюшу са почти изчезнали. Един от основните предполагаеми фактори за това са масовите изсичания на гори от хората в тези райони.

## Описание
Японската катерица има същите характеристики и размери, като Обикновената катерица (Sciurus vulgaris). Има малки ушички и голяма опашка. Дължината на тялото е 16 – 22 cm, а тази на опашката – около 13 – 17 cm. Козината по гърба ѝ е по-тъмна и по-гъста от тази на обикновената катерица, като през лятото е червеникаво-кафява, а през зимата е сива. Козината по корема и по върха на опашката е бяла. Възрастните катерици са с тегло около 300 грама.

## Размножаване
Тези катерици не са териториални животни и териториите на няколко вида могат да се припокриват значително. Въпреки това, те не са особено общителни по характер и никога не са забелязвани в група, с изключение на случаите, когато няколко мъжки навлизат на територията на една женска, да се конкурират помежду си за правото на чифтосване. След чифтосване, женската ражда обикновено от 2 до 6 малки, които са напълно слепи. Те прекарват първите 2 – 3 месеца от живота си в хралупа построена от майка им.

## Хранене
Тези видове се хранят със семена, листа, насекоми и гъби. През есента заравят жълъди в земята, с които се хранят по-късно през зимата.